# Кузнецов, Михаил Георгиевич
Михаил Георгиевич Кузнецов (1904, Мироновка, Каневский уезд, Киевская губерния, Российская империя — 22 марта 1958, Ростов-на-Дону) — советский государственно-партийный деятель. Первый секретарь Измаильского обкома КП(б)У (1940—1941), первый секретарь Черниговского обкома КП(б)У (1943—1948). Депутат Верховного Совета СССР I и II созывов. Депутат Верховного Совета УССР 1-го созыва.

## Биография
Член ВКП(б) с 1927 года. В том же году окончил Школу советского и партийного строительства. С 1925 года — в Киевской губернской ЧК, на комсомольской работе.
С 1928 по 1937 годы — на профсоюзной, редакционной, партийной работе (Киевская, Черниговская область). С 1937 по 1938 год — секретарь Гремяцкого районного комитета КП(б) Украины (Черниговская область). С 1938 по декабрь 1939 года — секретарь Черниговского городского комитета КП(б)У. 17 декабря 1939 — август 1940 — 2-й секретарь Черниговского областного КП(б)У.
С августа 1940 года до начала Великой Отечественной войны — 1-й секретарь Аккерманского (Измаильского) областного комитета КП(б) Украины.
В РККА с 1941-го — член Военного совета Приморской армии, участник обороны Одессы и Севастополя, бригадный комиссар. С 1942-го — член Военного совета Воронежского фронта, генерал-майор интендантской службы. До сентября 1943-го — член Военного совета Волховского фронта, генерал-майор интендантской службы (1942).
От 12 сентября 1943 до 1948 года — 1-й секретарь Черниговского областного КП(б) Украины.
После 1948 года — на хозяйственной работе.
Умер в 1958 году. Похоронен на Братском кладбище в Ростове-на-Дону.

## Награды
- орден Ленина (23.01.1948)
- 2 ордена Красного Знамени (1945)
- орден Отечественной войны I степени («за успешное выполнение плана хлебозаготовок 1944 года»)
- Трудового Красного Знамени
- медали

## В искусстве
В художественном фильме «Море в огне», снятом в 1970 году на киностудии «Мосфильм» режиссёром Л. Н. Сааковым, роль бригадного комиссара М. Г. Кузнецова исполняет актёр Сергей Ляхницкий.

## Ссылка
- Справочник по истории Коммунистической партии и Советского Союза 1898—1991
- Горбачев А. Н. 10000 генералов страны. 5 изд. М.,2017